# Serra de Amambai
A serra de Amambai é um maciço altiplano localizado a noroeste do Paraguai e oeste do Brasil, no estado de Mato Grosso do Sul, servindo como limite natural entre os dois países. Constitui parte do planalto Brasileiro e possui uma convergência com as serras de Caaguazu e Maracaju.